# Rennerův potok
Rennerův potok – górski potok w Czechach, we wschodnich Karkonoszach, lewy dopływ Černe vody o długości ok. 2 km.
Źródła znajdują się na zachodnich zboczach Łysociny, na wysokości ok. 1150 m n.p.m. Rennerův potok płynie na południowy zachód, później na północny zachód, po czym w miejscowości Malá Úpa wpada do Černe vody.
Rennerův potok cały czas płynie na obszarze czeskiego Karkonoskiego Parku Narodowego (czes. Krkonošský národní park, KRNAP).
W środkowym biegu potok przecinają dwa szlaki turystyczne -   czerwony i  żółty, prowadzące z przysiółka U Kostela do Pomezní Boudy.